# 鶴賀新内
鶴賀 新内（つるが しんない）は、新内節の太夫の名跡。
- 本来の初代鶴賀新内（1714年 - 1774年9月16日） - 江戸の生まれ、幕府の御家人。初代富士松薩摩掾の門弟、後に初代鶴賀若狭掾の門弟。1758年に新内から加賀八太夫と改名。本姓は岡田。通称を五郎次郎。
- 三代目鶴賀新内（？ - 1853年5月6日）） - 二代目鶴賀鶴吉の夫で1816年に三代目新内を襲名。通称は彦次郎。

## 初代
（延享4年（1747年） - 文化7年7月4日（1810年8月3日））
初代鶴賀若狭掾の高弟で弟子だった鶴賀斎の弟で生まれつき目が不自由であったとされる。初代加賀歳、若歳名乗った後に新内の名を相続。
「藤蔓恋の柵」「二世の環襷」等を作曲。

## 2代目
（生没年不詳）初代（先代）同様に目が不自由であった。通称を彦次郎（のちに吉右衛門）。
初代の門弟で2代目加賀歳、1814年に2代目新内を襲名。後に豊名賀薗太夫や鶴賀出雲掾、津留賀文彌等を名乗る。
1827年以降消息不明。

## 4代目
（文政9年（1826年） - 明治16年（1883年）1月26日）
江戸の生まれ、3代目新内、2代目鶴吉の実子。初名を貞之助。1855年に母没後3代目鶴吉を襲名。鶴賀若狭太夫を襲名。1868年に4代目新内を襲名。通称を庄兵衛。
妹が4代目鶴吉。
実子は2代目若狭太夫（新内を襲名することなく失踪。）

## 5代目
（嘉永2年（1849年） - 明治40年（1907年）6月24日）本名は鈴木重太郎。
江戸京橋南小田原町の魚屋の親方。5代目新内の2代目鶴賀若狭太夫が失踪した為に再興し1892年に6代目新内を襲名。後に祖元と改名。あだ名を出身地から「築地の三熊」と呼ばれる。
実子が7代目新内。

## 6代目
（明治14年（1881年） - 明治44年（1911年）5月21日）
東京の生まれ父は6代目新内。妻は5代目鶴賀鶴吉。1906年に7代目新内を襲名。
実子が8代目新内、2代目鶴賀若狭掾。

## 7代目
（明治35年（1902年）4月27日 - 平成5年（1993年）9月13日）本名は深野作蔵。
東京の生まれ、弟は五軒町派の家元鶴賀徳之助。3代目鶴賀鶴賀斎の門弟で須磨太夫。独自の流派須磨派。